# Ebbe Johnson
Ebbe Albin Emanuel Johnson, född 16 maj 1901 i Linköping, död 21 januari 1965, var en svensk tidningsman. 
Johhnson, som var son till Albin Johnson och Anna Bladholm, avlade studentexamen i Linköping 1919. Han blev medarbetare i Östgöta Correspondenten 1919, blev redaktionssekreterare där 1929, tillika ansvarig utgivare 1930 och var chefredaktör 1953–1960. Han var presskommissarie för Östergötlands läns lantbruksmöte och Skänningeutställningen 1929. Han var sekreterare i Östra Sveriges pressförening 1929–1934, skattmästare där 1929–1932, ledamot av Linköpings domkyrkoförsamlings kyrkofullmäktige från 1942, av kyrkorådet från 1947, av styrelsen för Valla fritidsområde i Linköping från 1946, nämndeman från 1948 och ledamot av L.J. Hiertas stipendienämnd 1929–1934.